# Luxor (gouvernement)
Gouvernement Luxor of Al Uqsur (Arabisch: الأقصر) is een van de gouvernementen van Egypte. Het ligt in het zuiden van het land rond de Nijl. De hoofdstad is het gelijknamige Luxor. Met 55 vierkante kilometer is Luxor het kleinste gouvernement van Egypte.
Ad Daqahliyah · Al Buhayrah · Alexandrië · Al Gharbiyah · Al Minufiyah · Al Qalyubiyah · Ash Sharqiyah · Assioet · Aswan · Beni Suef · Caïro · Damietta · Fajoem · Gizeh · Ismaïlia · Kafr el Sheikh· Luxor · Matruh  · Minya · Nieuwe Vallei · Noord-Sinaï · Port Said · Qina · Rode Zee · Suez · Suhaj  · Zuid-Sinaï